# 楊吉
楊吉（1525年—？），字夢龍，號兩川，陝西延安府膚施縣人，民籍，明朝政治人物。

## 生平
嘉靖二十八年（1549年）己酉科陝西鄉試第四名舉人。嘉靖三十八年（1559年）中式己未科會試第二百二十一名，二甲第四十二名進士。歷官山西潞安府知府，因丁憂去職。復除四川保宁府知府，隆慶五年（1571年）正月升河南信陽兵备副使，萬曆二年（1574年）正月官至四川參政。

## 家族
曾祖楊春；祖父楊威，署府教授 贈戶部郎中；父楊本深，監察御史。前母甄氏（贈孺人）；忽氏（封孺人）。慈侍下。弟杨兆（工部主事）、杨栗。